# 구마타마촌
구마타마촌(久万玉村)은 일본 가가와현 아야우타군에 있던 촌이다. 현재의 마루가메시에 해당한다.

## 역사
- 1951년 4월 1일 - 구리쿠마촌, 도미쿠마촌이 합병해 구마타마촌이 성립, 동일 久万玉村으로 개칭되었다.
- 1959년 4월 1일 - 오카다촌과 신설합병해 아야우타정이 성립, 동일 구마타마촌은 폐지되었다.

## 참고 문헌
- 角川日本地名大辞典編纂委員会, 『角川日本地名大辞典 43 香川県』, 1985, 角川書店
- 四国新聞社 編『香川年鑑』 昭和34年、四国新聞社、高松市、1958年10月15日。doi:10.11501/2940067。 NCID BB10788678。OCLC 52393151。